# Declaración de Cartagena
La Declaración de Cartagena sobre los Refugiados, o simplemente Declaración de Cartagena, es un instrumento regional latinoamericano no vinculante para la protección de los refugiados adoptada en 1984. Fue adoptada por delegados de 10 países latinoamericanos: Belice, Colombia, Costa Rica, El Salvador, Guatemala, Honduras, México, Nicaragua, Panamá y Venezuela. Desde entonces, la Declaración se ha incorporado a la legislación nacional y a las prácticas estatales de 14 países.
La declaración es el resultado del «Coloquio sobre Protección Internacional a Refugiados y Desplazados en América Central, México y Panamá», celebrado Cartagena, Colombia, entre 19 y el 22 de noviembre de 1984. La Declaración fue influenciada por el «Acta de Contadora para la Paz y la Cooperación», la cual a su vez se basó en la Convención sobre los Refugiados de 1951 y el Protocolo sobre Refugiados de 1967.
La Declaración reafirma la importancia del derecho de asilo, el principio de no devolución y la importancia de encontrar soluciones duraderas.

## Impacto

### Ampliación de definición de refugiado
En comparación con la Convención de 1951 y el Protocolo de 1967, la Declaración de Cartagena permite considerar refugiados a una categoría más amplia de personas necesitadas de protección internacional. La Declaración, en su Conclusión III, añade cinco supuestos a la definición de la Convención de 1951 y el Protocolo de 1967. En la Convención sobre el Estatuto de los Refugiados de 1969 se hicieron adiciones similares, pero la Declaración de Cartagena las amplió todavía más. Son refugiados:
"personas que han huido de su país porque su vida, seguridad o libertad se han visto amenazadas por la violencia generalizada, la agresión extranjera, los conflictos internos, la violación masiva de los derechos humanos u otras circunstancias que hayan perturbado gravemente el orden público".
Esta definición permite ampliar el alcance temporal y geográfico de los riesgos en los que se encuentran los refugiados y, además, cubre algunos de los efectos indirectos como la pobreza, el declive económico, la inflación, la violencia, las enfermedades, la inseguridad alimentaria, la desnutrición y los desplazamientos..

### Mejor cooperación entre países
La Declaración de Cartagena fue el inicio de un foro permanente entre los países latinoamericanos. Desde 1984, los firmantes de la declaración vuelven a reunirse cada 10 años e incluso han ampliado su alcance para incluir a los países del Caribe. Se hicieron tres declaraciones sucesoras: la Declaración de San José de 1994, la Declaración de México de 2004 y la Declaración de Brasil de 2014 (con 28 países y tres territorios de América Latina y el Caribe). Ningún otro continente o región cuenta con un foro semejante.

### Primera aplicación de la Declaración
El 24 de julio de 2019, Brasil aplicó los criterios de la definición ampliada de refugiado establecida en la Declaración de Cartagena sobre los Refugiados para aceptar las peticiones de casos de refugio de 174 venezolanos. El ACNUR elogió a Brasil por este avance significativo para la protección de los venezolanos obligados a abandonar su país.
La decisión fue posible gracias al reconocimiento del Comité Nacional para los Refugiados (CONARE). El 14 de junio, el Comité reconoció que existe una situación objetiva de violación grave y generalizada de los derechos humanos en Venezuela. La decisión permite que comiencen a tramitarse las más de 100.000 peticiones de asilo en Brasil.
Para el 6 de diciembre de 2019, la decisión del Comité Nacional para los Refugiados (CONARE) de Brasil de aceptar a los solicitantes de asilo sobre una base prima facie dio alivio inmediato a alrededor de 21.000 venezolanos a la espera de que las solicitudes fuesen procesadas.
El gobierno brasileño continúa respondiendo a los términos de la Declaración de Cartagena, particularmente con esfuerzos innovadores de integración de refugiados - como la Comisión de la Cátedra Sérgio Viera de Mello «Catedra Sérgio Viera de Mello» (CSVM) - proporcionando, de forma abierta y generosa, apoyo a la inclusión socioeconómica de los refugiados como parte de la Sección III.6 de la Declaración de Cartagena.